# Templo de Penataran

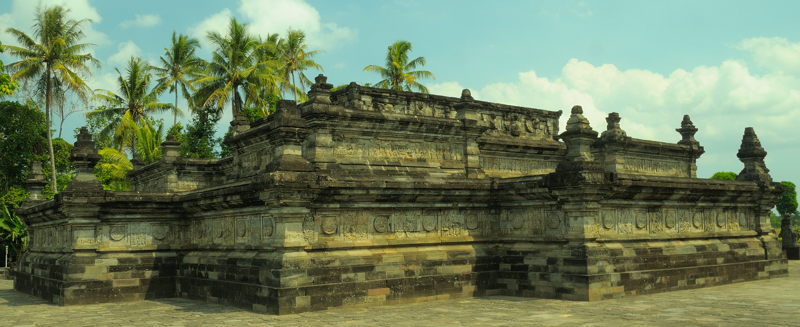
Templo principal del complejo, en forma de pirámide.

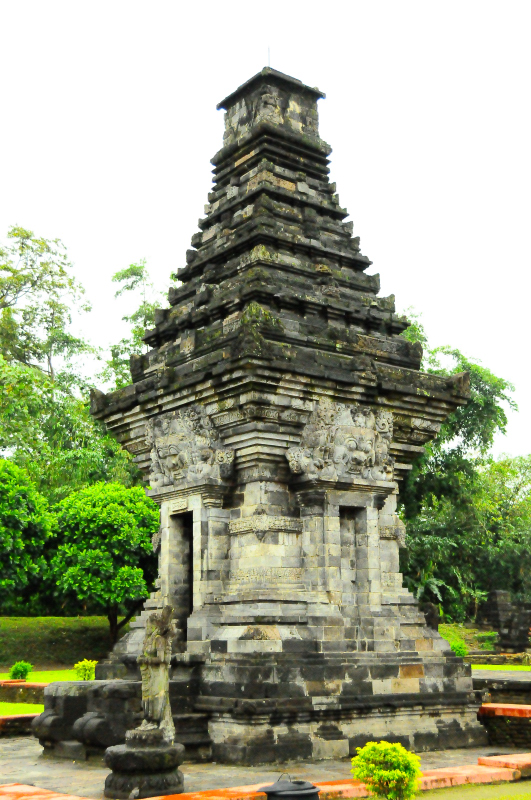

El templo de Penataran o Candi Penataran es el mayor templo hinduista de Java Oriental (Indonesia). Está situado a unos 10 kilómetros dirección norte desde Blitar. Se cree que, empezado en el siglo XII, no se completó hasta el siglo XV. El complejo jugó un papel importante en el imperio Mayapajit, especialmente bajo el gobierno de Hayam Wuruk.
El templo es candidato para ser Patrimonio de la Humanidad desde el 19 de octubre de 1995.